# Killzone 3
Killzone 3 és un videojoc de tir de primera persona del 2011 per a PlayStation 3, desenvolupat per Guerrilla Games i publicat per Sony Computer Entertainment. És el quart títol en la saga iniciada amb Killzone, el primer videojoc en la saga a ser presentat en 3D i el primer a incloure control de moviment usant el PlayStation Move. Va ser publicat a nivell mundial el febrer del 2011.

## Jugabilitat
El sistema de joc s'assembla al Killzone 2, encara que amb diversos ajustos i canvis. Igual que en el primer Killzone, el joc es duu a terme en diversos ambients hostils, com a paisatges de l'Àrtida, una jungla letal exòtica, deserts nuclears, així com batalles espacials i no només ambients de ciutat-paisatge que estaven presents a Killzone 2.
Una altra novetat destacable és la capacitat d'utilitzar els paquets d'avió en el joc, que també van ser utilitzats a Killzone: Liberation, no obstant això, aquests paquets de nous avions serà utilitzat en una manera diferent a la dels de Killzone: Liberation.
Una nova arma anomenada WASP actua com un Rocket Launcher multi-combustió.
En l'edició de juliol de 2010 en la revista GameInformer, es va revelar que el llançador de coets WASP tindrien un foc primari i secundari.

## Argument
El joc comença, des del punt de vista de dos soldats Helghast que han arribat a Stahl Arms Corporation, la fàbrica d'armes Jorhan Stahl. Els dos soldats són dirigits a una sala d'execució on Jason Narville és a punt de ser executat pels dos soldats, que són els botxins. Un dels Helghast és a punt d'executar Narville, però es deté, apunta a Stahl i es lleva el casc i resulta que és Tomas "Sev" Sevchenko, després l'altre soldat es lleva també el casc i revela ser Rico Velásquez, Sev, Rico i Narville tenen un enfrontament i l'escena torna sis mesos abans, immediatament després dels esdeveniments de Killzone 2.
Sev i Rico es reagrupen amb el capità Jason Narville fora de palau de Scolar Visari, i comencen la seva evacuació cap a les naus ISA restants en Helghan, les quals s'enfronten a una forta resistència de les tropes Helghast organitzades i liderades per l'almirall Orlock, successor de Visari, el pla del qual és ben rebut per la majoria del Senat, excepte para Jorhan Stahl, el president d'Arms Stahl, que és el major fabricant d'armes en Helghan. Des del principi, l'animositat entre les dues parts es fa evident. Després de passar el capítol salta una escena de video on Narville rep una transmissió de radi de Jammer demanant ajuda, Rico decideix anar a l'ajuda i se separa del grup per rescatar a l'equip que ha trobat una forta resistència. Malgrat un gran èxit evacuació d'enginyeria, són pocs els creuers ISA capaços de sortir, deixant a Rico, Jammer i a la resta del seu equip abandonats en Helghan.
El video que segueix ens diu que passen sis mesos des de l'evacuació fins a aquest moment, el Senat Helghast expressa la seva decepció amb la recerca d'Orlock per trobar les forces ISA restants, que inicialment va prometre que estarien morts en tres hores. Com a resultat, Stahl es nega a lliurar la seva arma prototip als militars, citant a l'Almirall com a incompetent. Stahl organitza el seu exèrcit privat per donar caça als ISA que s'amaguen en la selva Helghast. En aquesta selva els ISA viuen d'una forma deplorable i Sev, juntament amb un soldat anomenat Kowalski, s'endinsen en la selva per recuperar una connexió via satèl·lit amb la finalitat de posar-se en contacte amb el govern de Vekta. En fer-ho, el Comando de la Terra informa a Sev i Narville que la ISA s'ha rendit i que han de lliurar-se a l'exèrcit Helghast per poder negociar el seu alliberament com a presoners de guerra. Sev i Narville no donen crèdit a la lògica d'aquesta idea i no poden creure-ho. Els Helghast aviat troben als ISA en la selva, s'inicia una baralla que acaba amb la captura de Sev i Narville i l'execució de Kowalski i altres ISA supervivents a l'atac.
Rico, Jammer i els seus homes, el comando Rider, que havien estat separats del grup principal sis mesos enrere, són capaços de rescatar a Sev que anava com a presoner en una nau de transport Helghast (bandit), i en ser alliberat Sev convenç a Rico per anar al rescat de Narville i la resta de les forces ISA capturats. Els ISA els segueixen la pista a les naus de transport fins a la base de Stahl on descobreixen una terrible arma nova amb petrusita irradiada, un compost que activa a les víctimes fins al punt de fer-les esclatar. Aquesta arma ja l'havia vist Sev en la selva.
Sev i Rico després d'una dura batalla ataquen a un parell de soldats Helghast i en derrotar-los els lleven l'uniforme i l'hi posen ells. Després de l'escena es mostra la història completa del succeït en el video del principi del joc. Disfressats de botxins, Sev i Rico rescaten a Narville, a més d'alliberar a alguns dels seus homes que eren presoners de guerra i els usaven com a subjectes de prova per a noves armes de Stahl. En sortir, Rico i Sev descobreixen el pla de Stahl per destruir la Terra.
Avergonyit per la falta de capacitat de Stahl per executar a Narville, Orlock ordena la transferència de les seves noves armes per a l'exèrcit Helghast per Stahl, Orlock s'ha convertit en dictador Helghan. Stahl fa front a Orlock en l'estació espacial, on els plans per assassinar Stahl per part d'Orlock fallen acabant amb la seva pròpia mort. Els soldats ISA restants arriben a l'ascensor orbital fins a l'estació espacial per detenir Stahl abans que ataqui a la Terra, la ISA va violar les defenses Helghan el que els permet volar segrestant dues naus, Sev aconsegueix derrocar el creuer de Stahl disparant-li una bomba nuclear alliberant enormes quantitats de petrusita en l'atmosfera d'Helghan. La petrusita embolica tot el planeta i acaba amb tot el que hi ha en la seva superfície. Jammer informa que Helghan s'enfosqueix i Sev lamenta totes les vides perdudes aquí.
En una escena a mitjan crèdits, dos soldats Helghast estan buscant a través d'unes ruïnes quan es troben amb una càpsula de fuita. Encara que la identitat dels ocupants no es posa en manifest, els soldats diuen: "Benvingut a casa, senyor", en gran manera el que podria implicar és que Stahl hagués sobreviscut i assolit escapar del seu creuer abans que fos destruït.

## Personatges
- Sergent Tomas Sevchenko : Sergent de primera classe. 33 anys. Sis en el servei. 1?88 centímetres i 99 quilos. Sev té darrere de si una destacada carrera militar i és el personatge ideal per a missions especials. Qualificat per test d'intel·ligència com un soldat antisocial i inusualment contemplatiu pel que fa a un veterà de guerra, va tenir una traumàtica pèrdua dels membres de la seva família en la invasió Helghast que va sofrir Vekta. Malgrat això, els serveis d'intel·ligència ISA no han detectat que aquesta situació hagi afectat a les seves capacitats en batalla. Nascut en una respectable família del nord de Vekta, Sev es va allistar a l'armada en contra dels desitjos dels seus pares. Tomas tenia dins de si la voluntat de defensar la pàtria i la seva terra davant les agressions Helghast. Aquests ideals es van accentuar amb la mort dels membres de la seva família en la invasió enemiga que va sofrir el planeta, un incident que ha deixat Sev amb continus malsons. Ara vol, també, venjança. Sev no va ser educat en nombroses batalles com la seva amic Garsa, però la seva intel·ligència, la capacitat d'observar i el fet d'aprendre ràpid li han bastat per fer-se un nom en la ISA. Es tracta d'un líder natural que va cridar l'atenció del coronel Temperar. L'heroi de les dos primers lliuraments de la saga va veure en Sev un reflex de si mateix, per la qual cosa va decidir que liderés junt Rico l'esquadró Alpha.

- Sergent Major Rico Velasquez : Sergent Major. 38 anys. 12 de servei. 1'85 metres, 108 quilos. Rico va treure una xifra de 70/100 en els test d'intel·ligència, bona nota dins dels límits per als comandos. Així i tot, la seva experiència militar pot permetre-li fer certs jocs amb els test. L'anàlisi psicològica destaca del sergent les proves clares que té índexs de còlera motivades per accions passades que es compliquen en el seu interior. L'anàlisi especifica que la fe del comandament en el sergent major no pot ser aprovada sense alguns dubtes sobre aquest tema pels encarregats del seu estudi. Honorable, lleial i autosuficient, Rico pertany a una gran família a la zona pobra industrial del sud de Vekta, on van passar els esdeveniments de Killzone Liberation. Rico va néixer com un lluitador, primer entre els seus germans majors, després al carrer. Abans d'allistar-se a les forces armades, es va trobar filtri camino amb el crim a petita escala. La ISA va ser la seva escapada i la seva salvació. El sergent major va fer de l'armada la seva veritable casa sense mai tornar a mirar enrere. Les seves habilitats naturals per a la lluita es van potenciar amb l'entrenament i les nombroses batalles lliurades, que han convertit a Rico en un dels soldats més potents i efectius. Durant la batalla per alliberar Vekta de l'ocupació enemiga, va ser capturat pels Helghast i va conèixer de primera mà la traïció del General Stratston. Temperar, que ja ha treballat amb ell, confia en les seves possibilitats per liderar, amb Sev, l'esquadró Alpha.

## Desenvolupament
El joc va ser presentat oficialment al públic per Sony Computer Entertainment el 24 de maig de 2010 al PlayStation.Blog.
El joc es va filtrar per primera vegada al públic el 21 de maig de 2010, en una còpia alliberada abans de l'edició de juny de la revista de jocs Gamepro, ajunto una captura de pantalla que es va filtrar. Els rumors sobre una seqüela de la sèrie Killzone han existit des de poc temps després del llançament de Killzone 2. No va ser fins a 20 de març de 2010 que Sony va confirmar oficialment que estaven treballant en Killzone 3. El President de Sony Computer Entertainment America, Jack Tretton, ha confirmat el seu desenvolupament en una entrevista amb GameTrailers, però en aquest punt del temps no podia revelar informació, no obstant això, diuen que després el joc es va anunciar oficialment.
El director general de Guerrilla, Herman Hulst, ha declarat Killzone 3 usarà gairebé el 100% del poder de PlayStation 3. Els rumors de la intervenció de Naughty Dog, en el desenvolupament van ser negats per Guerrilla: "Guerrilla està treballant en Killzone 3 de motor de gràfics pel seu compte, la qual cosa confirma Naughty Dog no té la mà en el seu desenvolupament".
El primer tràiler del joc va ser llançat el 3 de juny de 2010 i compta amb el nou sistema de combat cos a cos brutal. El tràiler cinemàtic mostra Sev lluitant contra un Helghast que acaba amb ell prenent Helghast de casc i posar-ho en si mateix.
L'11 de juny de 2010, a Killzone.com i el PlayStation.Blog, Guerrilla Games va llançar un demo del joc en I3. Guerrilla va dir que el videojoc està fet d'imatges del joc tirat directament de la quarta missió de joc anomenat "Frozen Shores". Es va presentar el nou sistema brutal de combat cos a cos, els paquets d'avió, la nova arma (el llançador de míssils WASP), i destacant als protagonistes Sev i Rico. En l'E3 2010, es va confirmar que Killzone 3 tindria suport per Playstation Move i serà llançat al febrer de 2011. Un codi de pre-alfa del videojoc també es va mostrar en l'I3 en 3D, en l'esdeveniment es van repartir lents 3D i els espectadors van poder veure una demostració del joc. La demostració de l'I3 mostro els jetpacks, així com el jugador muntat en una nau amb una torreta. Un multijugador del remolc recent revela que els paquets d'avió i els vestits de mecanismes estaran disponibles per al seu ús en multijugador.

### Beta
La "beta privada" de Killzone 3 va començar el 12 d'octubre de 2010 per seleccionar als participants de la Comunitat Killzone.
La "beta pública" multijugador de Killzone 3, va començar el 25 d'octubre de 2010 (amb una descàrrega del pegat per a la versió 2.02, ara 2.04). A limitada 5000 subscriptors de PSN la SCEA A més 10.000 subscriptors de SCEE podria obtenir accés a la beta mitjançant la descàrrega del tema de Killzone 3 per XMB (publicat el 13 d'octubre i 19 de 2010 per SCEE i SCEA, respectivament). Els participants seleccionats van ser notificats per correu electrònic amb un codi per accedir a la beta. La beta és per provar el joc solament i no és compatible amb PlayStation Move o capacitats 3D.
A la pàgina oficial de twitter de Killzone van seleccionar 300 subscriptors en Twitter (150 de SCEE i SCEA, respectivament) a participar en la beta pública entre el 19 d'octubre i 22 d'octubre de 2010.
El 7 de novembre de 2010, la beta es va expandir convidant a 5.000 subscriptors, incloent els de Playstation Plus de SCEA i SCEE. En lloc de distribució de correu electrònic, aquests codis es van canviar en la PSN.
El 2 de febrer de 2011 es va engegar una beta pública per tots els registrats en PSN que va finalitzar el 16 de febrer en sortir una demo oficial que podia ser descarregada a través de la store.

## Suport 3D
Killzone 3 tindrà suport per a 3D. La manera 3D serà opcional, i requerirà un televisor que suporti 3D. Les primeres impressions de la 3D mostren alguns problemes, amb els efectes visuals en 3D, el joc es torna borrós, imprecís, i desorientador. En la versió alfa es perden algunes coses com la nitidesa, la velocitat, una sensació d'orientació i el suavitzat. I es mostren les vores dentades i imatges fantasmes.
En l'E3 2010, es va revelar que Killzone 3 va ser construïda amb suport 3D des de zero. GameTrailer va elogiar el joc i ho declaro com un dels millors jocs amb suport en 3D de l'I3 2010, encara que oficialment, no tenia cap nominació en l'I3 2010.

### Edició Especial
Killzone 3 Helghast Edition es va anunciar el 28 d'octubre de 2010. El "Helghast Edition" aquesta edició comptarà amb un casc grandària real d'Helghast, una figura d'acció d'Helghast de 6,5" articulat, un vídeo del darrere de càmeres de la creació del joc i un llibre de 100 pàgines de l'artwork del joc.
L'edició especial inclou la banda sonora del joc i un tema dinàmic per la XMB.
El "Retro Map Pack" comptarà amb 2 mapes descarregables de Killzone 2, doblegui XP per a les primeres 24 hores de joc multijugador, i el ple accés a totes les armes i habilitats durant les primeres 24 hores de joc multijugador.

### Màrqueting
GameStop està oferint el "Paquet de Guerrilla", que conté un val desbloquejar totes les armes de diversos jugadors i habilitats durant les primeres 24 hores de joc multijugador.
Best Buy està oferint el "Fast Starter Pack", que conté un val permetent als jugadors per classificar més ràpid del que guanyen XP al doble de la tarifa normal per a les primeres 24 hores de joc multijugador.
Amazon.com està oferint el "desbloquejo i el paquet de càrrega", que conté un cupó que permet l'accés instantani a tres punts per desbloquejar l'ús de l'arma o la capacitat de l'elecció dels jugadors, com el tirador del rifle de franctirador.

## Característiques noves
- El joc té capacitats 3D, opcionals.
- Un nou sistema d'atac cos a cos, denominat "Brutal Melee"(cos a cos brutal) a Espanya i Amèrica del Nord, i "Atac Brutal" a Hispanoamèrica.
- El joc té mapes més grans, i les ubicacions són diverses passant a estar en regions àrtiques, a selves o deserts.
- Multijugador amb vehicles i el sistema de combat cos a cos brutal.
- Entorn destructible.
- És compatible amb Playstation Move

- Té una versió en espanyol feta a l'Argentina.[4]